# تود بيري (تنس)
تود بيري (بالإنجليزية: Todd Perry)‏ مواليد 17 مارس 1976 في أديليد، هو لاعب كرة مضرب أسترالي سابق بدأ مسيرته كمحترف سنة 1998 وكان يلعب باليد اليمنى. أعلى تصنيف له في الفردي كان المركز الـ 385 في سنة 2001. أعلى تصنيف له في الزوجي كان المركز الـ 16 في سنة 2006.

## روابط خارجية
- تود بيري على موقع رابطة محترفي التنس (الإنجليزية)
- تود بيري على موقع الاتحاد الدولي لكرة المضرب (الإنجليزية)
- تود بيري على موقع خلاصة التنس.كوم (الإنجليزية)
- تود بيري على موقع إي إس بي إن.كوم (الإنجليزية)